# Simona Kranjc
Simona Kranjc, slovenska jezikoslovka in pedagoginja, * 26. oktober 1968, Brežice.
Predava na Oddelku za slovenistiko Filozofske fakultete Univerze v Ljubljani.

## Življenje in delo
Osnovno šolo je obiskovala v Boštanju. Leta 1992 je na Filozofski fakulteti Univerze v Ljubljani diplomirala iz slovenščine (A) in primerjalne književnosti (A) s temama Razvoj otroškega govora ter Raziskovanje vplivov na Ingoličeve predvojne romane. Leta 1995 je magistrirala s temo Razvoj govora predšolskih otrok, leta 1998 pa doktorirala s temo Skladnja otroškega govora od prvega do tretjega leta.
Njeno raziskovanje zaznamuje predvsem interdisciplinarnost. Mentorica Breda Pogorelec je že začasa dodiplomskega študija podpirala njeno usmerjenost v psiholingvistiko, kar ji je omogočilo tudi kasnejše raziskovanje. Veliko je sodelovala s kolegi z Oddelka za psihologijo, med drugimi tudi s prof. Olgo Kunst-Gnamuš (kognitivno jezikoslovje in koncept prostora in časa). Pred doktoratom se je še bolj vključila v interdisciplinarne raziskave s psihologi. Redno pa je tudi sodelovala na kongresih EECERA.
Udeležila se je poletne šole v Belgiji (1996) in mednarodnega kongresa v Krakovu, kjer je predstavila svoje diplomsko delo in se srečala s številnimi jezikoslovci, med drugimi z Wolfgangom Kleinom in Brianom McQueenom, ki jo je povabil k oblikovanju korpusa slovenskega otroškega govora, a ji to za zdaj še ni uspelo.
Vse od leta 1992 je zaposlena na Filozofski fakulteti Univerze v Ljubljani: najprej kot mlada raziskovalka, v študijskem letu 1998/1999 kot asistentka, od leta 1999 je docentka za slovenski knjižni jezik in stilistiko, nato kot izredna profesorica za slovenski knjižni jezik in stilistiko, sedaj pa predava z nazivom redna profesorica. 
V letih 2001–2006 je vodila program Slovenščina na tujih univerzah, v letih 2004/2005 in od 2006/2007 do 2008/2009 je bila predstojnica Centra za slovenščino kot drugi/tuji jezik, ki deluje znotraj Oddelka za slovenistiko. V Področni kurikularni komisiji za vrtce, katere članica je bila med letoma 1996 in 1999, je vodila delovno skupino za jezik. Bila je tudi članica Predmetne kurikularne komisije za slovenščino, Razširjene programske skupine za vrtce (2000–2001), Programske komisije za zunanje preverjanje znanja slovenščine v osnovni šoli (2001–2005), delovne skupine za pripravo Strategije vključevanja učencev migrantov v sistem vzgoje in izobraževanja v Republiki Sloveniji (od 2006) in delovne skupine za pripravo strokovnih izhodišč za ustanovitev slovenske jezikovne sekcije v Evropski šoli Bruselj I (od 2006).
Je avtorica znanstvenih in strokovnih razprav s področja skladnje, govorjenega diskurza in učenja prvega jezika, avtorica in recenzentka učbenikov, priročnikov ter drugih gradiv za vrtec in osnovno šolo, pa tudi soavtorica kurikula za vrtce (1999). Bila je sourednica Jezika in slovstva (2004–2009), sodeluje pa tudi v uredniških odborih Slovenščine v šoli (od leta 2006) in Kekca (od leta 2001). 
Na Filozofski fakulteti je vodila različne projekte, npr. Slovenski jezik ter narodna in posameznikova identiteta (cilj projekta je bil opredeliti problem identitete v procesu integracije pri nerojenih govorcih slovenščine in razvoj jezikovne zmožnosti v drugem jeziku, tj. v slovenščini) ter Funkcionalna pismenost vojaških oseb v Slovenski vojski (pripravljene so bile analize referenc s področja funkcionalne pismenosti v vojski in smernice za oblikovanje korpusa besedil in testov za preverjanje jezikovnega znanja oseb, zaposlenih v Slovenski vojski). Kot slovenistka in jezikoslovka je sodelovala pri razvoju izvirne slovenske lestvice splošnega govornega razvoja, s katero psihologi ocenjujejo jezikoslovno zmožnost otrok od 2 do 7 let.
Zanimata jo jezik kot sistem in njegova raba v zelo različnih povezavah, a vedno kot komplementarna pola, ki se povezujeta. Pri otrocih jo zanimata njihova jezikovna in pragmatična zmožnost, vljudnost, posrednost … Vedno želi priti od sistema do rabe. Njena dela obravnavajo aktualno družbeno dogajanje; ukvarjala se je tudi s chati – do tega jo je pripeljala konverzacijska analiza kot metoda analize gradiva. Zavedala se je, da je tip gradiva drugačen, a posnema strukturo govorjenega besedila. 
Pri univerzitetnih predavanjih obravnava predvsem skladnjo in pragmatiko, pri svojem znanstvenoraziskovalnem delu pa se posveča tudi temam iz psiholingvistike, predvsem usvajanju in učenju prvega jezika ter poučevanju drugega/tujega jezika. 
Od aprila 2017 je na Oddelku za slovenistiko na Filozofski fakulteti v Ljubljani vodja katedre za slovenski knjižni jezik, od julija 2017 pa je ponovno predstojnica Centra za slovenščino kot drugi in tuji jezik. Sodeluje v delovni skupini za priprava jezikovne strategije Univerze v Ljubljani, ki jo vodi prof. dr. Marko Stabej.

## Nagrade in priznanja
Za svojo strokovno, znanstveno in družbeno zavzetost ter prispevek k prepoznavnosti Filozofske fakultete Univerze v Ljubljani je prejela veliko priznanje Filozofske fakultete (2008).

## Pomembnejša knjižna dela
- Otroški govor, Jezik in slovstvo, 1992
- Otroški govor v zgodnjem obdobju svojega razvoja, Anthropos : časopis za psihologijo in filozofijo ter za sodelovanje humanističnih ved, 1993
- Zgodnja jezikovna kompetenca, Jezik tako in drugače, 1993
- Notranji in zunanji vplivi na slovnične zmožnosti otrok v zgodnjem obdobju razvoja govora, Jezik in čas, 1996
- Slovnična zmožnost otrok na besedotvorni ravni, Jezik in slovstvo, 1996
- Govorjeni diskurz, Jezik in slovstvo, 1997
- Slovenščina v vrtcu, Jezik in slovstvo, 1997
- Razvoj govora predšolskih otrok (1999)
- Skladnja in otroški govor, Jezik in slovstvo, 1999
- Zavedanje jezika kot temelja lastne identite, Kultura, identiteta in jezik v procesih evropske integracije, 2000
- Izražanje prostora v govorjenih besedilih otrok, Slavistična revija, 2003
- Pripovedovanje zgodbe kot možni pristop za ugotavljanje otrokovega govornega razvoja, Jezik in slovstvo, 2003
- Besedni red, usvajanje prvega in učenje drugega/tujega jezika, Jezik in slovstvo, 2004
- Poglavja iz skladnje otroškega govora (2006)
- Razvoj pripomočkov za merjenje otroškega govora v slovenskem prostoru, Slavistična revija, 2007